# Tim Wiese
Tim Wiese (Bergisch Gladbach, 17. prosinca 1981.) je bivši njemački nogometni vratar i reprezentativac.

## Životopis
Profesionalnu karijeru započeo je u Fortuni Köln, da bi 2002. prešao u redove bundesligaša Kaiserslauterna. Godine 2005., nakon 65 nastupa za Kaiser, prelazi u bremenski Werder. 
Za njemačku nogometnu reprezentaciju debitirao je 19. studenog 2008. u prijateljskoj utakmici protiv Engleske.

## Vanjske poveznice
- Službena stranica